# Stipa kingii
Stipa kingii är en gräsart som beskrevs av Henry Nicholas Bolander. Stipa kingii ingår i släktet fjädergrässläktet, och familjen gräs. Inga underarter finns listade i Catalogue of Life.